# Ilenia Cordola
Ilenia Cordola (18 giugno 1996) è una cestista italiana.

## Carriera

### Giovanili
Cresciuta nelle giovanili del Basket Venaria (TO).

### Club
Ha giocato in A3 femminile con la Libertas Moncalieri nella stagione 2012-13; la stagione successiva viene presa in prestito dalla Libertas Bologna per la quale gioca 2 stagioni in Serie A2.
Nel 2015-16 torna a Torino dove ha esordito in Serie A1 femminile il 4 ottobre 2015 con la Pallacanestro Torino giocando contemporaneamente il campionato di Serie B femminile nuovamente con la Libertas Moncalieri.
Nella stagione 2016-17 è stata confermata nel roster della Pallacanestro Torino in Serie A1, a metà stagione va a giocare in prestito al Basket Selargius.
Il 3 aprile 2019 viene pubblicato un suo video sulle pagine social del Sand Basket (basket sulla sabbia) diventando testimonial della disciplina.

### Nazionale
Ha indossato la maglia azzurra nelle categorie giovanili: Under-15, Under-16, Under-18 ed Under 20; partecipa ai Campionati Europei Under-16, Under-18 ed Under-20 e nel 2012 (U16) e 2016 (U20) conquista 2 argenti nei Campionati Europei di categoria.

## Palmarès

### Nazionale
- Campionati Europei Under 16: 1

Italia: 2012